# Григорьев, Владимир Анатольевич (архитектор)
Влади́мир Анато́льевич Григо́рьев (род. 30 декабря 1960, Ленинград) — главный архитектор Санкт-Петербурга и председатель Комитета по градостроительству и архитектуре (2015 - 2021), заведующий кафедрой архитектуры Факультета архитектуры Санкт-Петербургской академии художеств имени Ильи Репина (2020 - н.в.), специальный представитель Губернатора Санкт-Петербурга Администрации Губернатора Санкт-Петербурга ( 2021 - н.в.), президент Санкт-Петербургского Союза архитекторов (2022 - н.в.). Заслуженный архитектор Российской Федерации (2018). Член-корреспондент РААСН.

## Биография
Окончил Ленинградский инженерно-строительный институт по специальности «архитектура» в 1983 году.

1983—1988 гг. — архитектор в «ЛенНИИпроекте».

1988—1989 гг. — архитектор в НПСО «Керамика».

1989—1990 гг. — главный специалист отдела в ПСО «Монолитстрой».
1990—1992 гг. — главный архитектор проектов в архитектурной мастерской Митюрева Ю. К.

1992—1994 гг. — главный архитектор проектов в мастерской Шапиро А. В.

1994—1995 гг. — генеральный директор ОАО «КорПан».

С 1995 г. — по настоящее время — Генеральный директор ЗАО «ИГЛ ГРУП Санкт-Петербург».

До марта 2015 года являлся руководителем архитектурного бюро «Григорьев и партнёры».

В 2000 г. В. А. Григорьеву выдано свидетельство № 679 «О праве самостоятельной творческой деятельности и руководстве архитектурной мастерской».
Является членом Союза архитекторов РФ с 1990 г.
Президент Санкт-Петербургского Союза архитекторов с апреля 2021 г.

В 2010 году В. А. Григорьев принят в Международную Академию архитектуры, отделение в Москве (МААМ) в звании профессора. В настоящее время является академиком МААМ.

## Основные проекты
- Здание Центрального банка в Санкт-Петербурге.
- «Ледовый дворец» (совместно с Eagle Group).
- Генконсульство Финляндии в Санкт-Петербурге (совместно с Eagle Group).
- Гостиница «Балтийская Звезда»
- Многофункциональный комплекс «Планета Нептун» (совместно с Eagle Group).
- Арбитражный суд Санкт-Петербурга и Ленинградской области.

## Награды и звания
- Медаль ордена «За заслуги перед Отечеством» II степени (10 декабря 2003 года) — за большой вклад в создание государственного комплекса «Дворец конгрессов» в Санкт-Петербурге[7].
- Заслуженный архитектор Российской Федерации (21 августа 2018 года) — за заслуги в области архитектуры, строительства, жилищно-коммунального хозяйства и многолетнюю добросовестную работу[8].